# Pierre Granier-Deferre
Pierre Granier-Deferre (* 22. Juli 1927 in Paris; † 16. November 2007 ebenda) war ein französischer Filmregisseur und Drehbuchautor.

## Leben
Granier-Deferre studierte am Institut des hautes études cinématographiques (IDHEC) und war danach lange Zeit Assistent von Marcel Camus und Jean-Paul Le Chanois. Seinen ersten großen Film Der Liftboy vom Palasthotel drehte er 1962. Es folgten bis 2006 über vierzig weitere Film- und Fernsehproduktionen als Regisseur und Drehbuchautor; dabei arbeitete Granier-Deferre mit so bekannten Schauspielern wie Simone Signoret, Lino Ventura, Jean Gabin, Alain Delon oder Romy Schneider zusammen. Der Regisseur drehte auch für das Fernsehen mehrere Maigret-Episoden mit Bruno Cremer.
Zu seinen bekanntesten Filmen zählen das Drama Die Katze (1971) nach Georges Simenon, mit Jean Gabin und Simone Signoret in den Hauptrollen, sowie der Kriminalfilm Adieu, Bulle (1975) mit Lino Ventura und Patrick Dewaere. Für den Film Eine merkwürdige Karriere (1981), in dem ein Angestellter (gespielt von Gérard Lanvin) den subtilen Verführungskünsten seines Vorgesetzten (Michel Piccoli) bis zum Identitätsverlust erliegt, erhielt er den renommierten Louis-Delluc-Preis und Nominierungen für den wichtigsten französischen Filmpreis César als bester Regisseur und Drehbuchautor. Eine weitere Nominierung erhielt Granier-Deferre ein Jahr später für das Filmskript zu der Simenon-Verfilmung Stern des Nordens.
Er war von 1967 bis zur Scheidung 1974 mit der Schauspielerin Susan Hampshire verheiratet, in zweiter Ehe bis zu seinem Tod mit der Zirkuskünstlerin und Schauspielerin Annie Fratellini. Pierre Granier-Deferre hatte fünf Kinder, darunter die ebenfalls als Filmregisseure tätigen Denys Granier-Deferre und Christopher Granier-Deferre, und war fünffacher Großvater.
Granier-Deferre starb nach einem mehrwöchigen Krankenhausaufenthalt im November 2007 im Alter von 80 Jahren und wurde auf dem Friedhof von Auteuil in Paris beigesetzt.

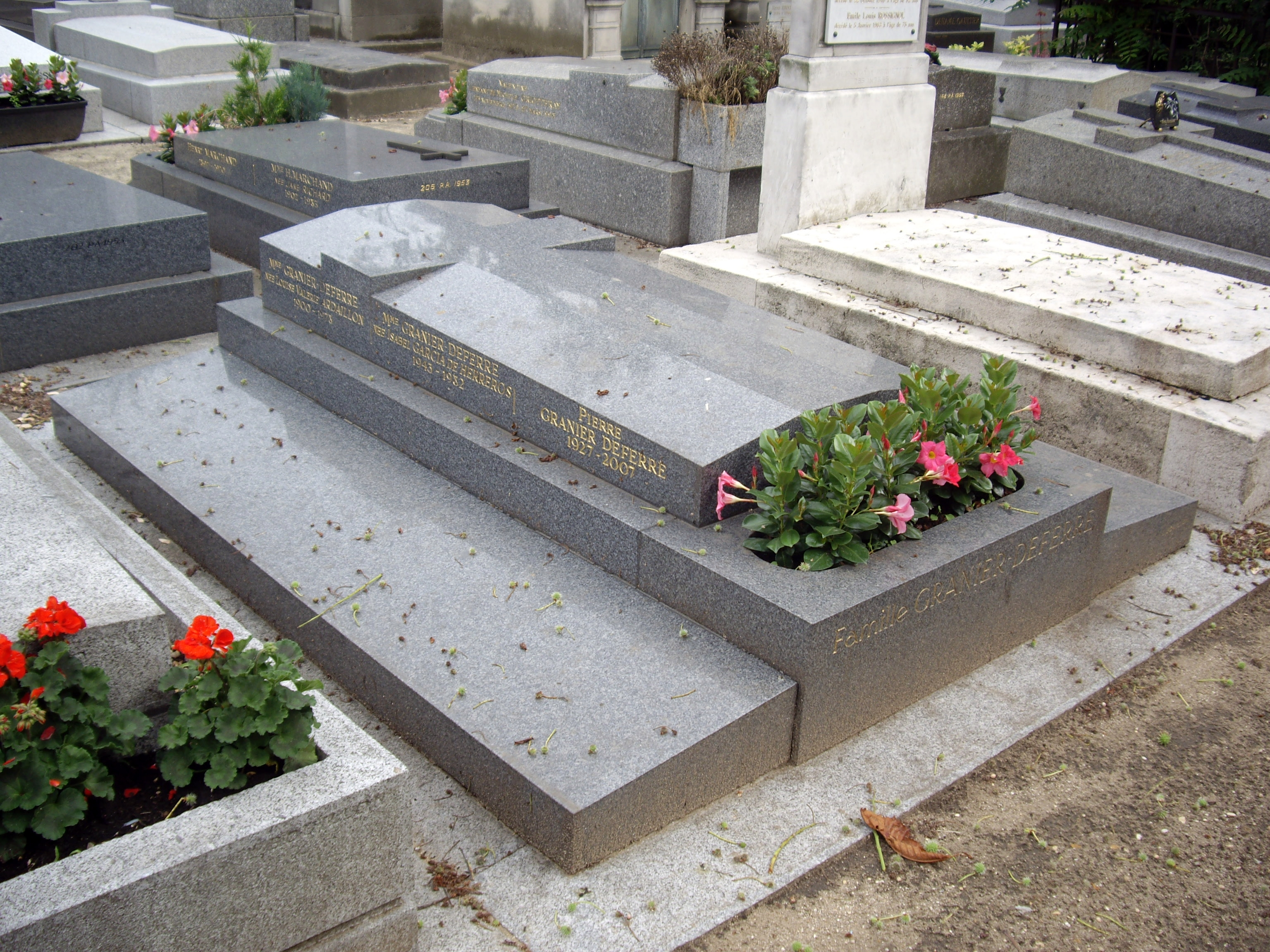
Grab von Pierre Granier-Deferre auf dem Friedhof von Auteuil in Paris

## Filmografie (Auswahl)
- 1962: Der Liftboy vom Palasthotel (Le petit garçon de l’ascenseur)
- 1965: Ganoven rechnen ab (La metamorphose des cloportes)
- 1966: Paris im Monat August (Paris au mois d’août)
- 1967: Die Zeit der Kirschen ist vorbei (Le grand Dadais)
- 1970: Der Erbarmungslose (La horse)
- 1971: Der Sträfling und die Witwe (La veuve Couderc)
- 1971: Die Katze (Le chat)
- 1973: Le Train – Nur ein Hauch von Glück (Le train)
- 1973: Le fils
- 1974: Jet Set (La Race des seigneurs)
- 1975: Adieu, Bulle (Adieu poulet)
- 1975: Der Ehekäfig (La cage)
- 1976: Die Frau am Fenster (Une femme à sa fenêtre)
- 1979: Waffe des Teufels (Le toubib)
- 1981: Eine merkwürdige Karriere (Une étrange affaire)
- 1982: Stern des Nordens (Etoile du nord)
- 1983: Mein Freund, der Frauenheld (L’ami de Vincent)
- 1985: Der Mann mit dem stahlharten Blick (L’homme aux yeux d’argent)
- 1986: Erpreßt – Das geheimnisvolle Foto (Cours privé)
- 1987: Ertrinken verboten (Noyade interdite)
- 1989: Die letzten drei Tage der Marie Antoinette
- 1994: Maigret – Die Versteigerung (Maigret et la vente à bougie)

## Auszeichnungen und Nominierungen
- 1971: Nominierung für den Goldenen Bären der Internationalen Filmfestspiele Berlin für Die Katze
- 1981: Louis-Delluc-Preis für Eine merkwürdige Karriere
- 1982: Nominierungen für Eine merkwürdige Karriere
  - Interfilm Preis / Otto-Dibelius-Filmpreis der Internationalen Filmfestspiele Berlin
  - Goldenen Bären der Internationalen Filmfestspiele Berlin
  - César in den Kategorien „Beste Regie“ und „Bestes Drehbuch“ (gemeinsam mit Christopher Frank und Jean-Marc Roberts)
  - in der Kategorie „Bester Film“ auf dem MystFest
- 1983: César-Nominierung in der Kategorie „Bestes Drehbuch“ (zusammen mit Jean Aurenche und Michel Grisolia) für Stern des Nordens